# Pio Campidelli
Blahoslavený Pio Campidelli (Luigi Campidelli; 29. dubna 1868, Trebbio – 2. listopadu 1889, San Vito) byl italský řeholník Společenství utrpení Ježíše Krista. Katolická církev ho uctívá jako blahoslaveného.

## Život
Narodil se 29. dubna 1868 v Trebbiu jako Luigi Campidelli. Byl čtvrtým dítětem chudých a zbožných rodičů Giuseppa a Filomény Campidelliových. Když mu bylo 6 let, jeho otec zemřel na tyfus[nepřesný odkaz].
Roku 1880 poznal řeholi Společenství utrpení Ježíše Krista zvaní passionisté. Vstoupil do světského sdružení svatého Pavla od Kříže a oblékl passionistický škapulíř. Když mu bylo 12 let, měl velkou touhou stát se passionistickým řeholníkem a proto se se svou matkou vydal do kláštera v Casale. Představený vněm rozpoznal výjimečného kandidáta, ale nepřijal ho kvůli věku z důvodu pravidel, kdy kandidátovi musí být alespoň 14 let.
Roku 1882 v klášteře v Casale začal navštěvovat Apoštolskou školu pro kandidáty pro kněžství. S přijetím passionistického hábitu přijal jméno Pio od svatého Aloise. Od samého začátku odhodlaně a velkodušně směřoval k svatosti. Svého kněžského svěcení se nedožil.
Zemřel 2. listopadu 1889 na tuberkulózu. Po jeho smrti začaly chodit do kláštera zprávy o milostech, které Bůh uděloval na jeho přímluvu. Do Svatyně Madonna di Casale začaly proudit poutě věřících. Když jistého dne poutníci z Rimini přišli za známým svatým Piem z Pietrelciny, řekl jim: Proč přicházíte za otcem Piem kapucínem, když přece máte u Vás svatého Pia passionistu.

## Proces blahořečení
Proces jeho blahořečení byl započat roku 1924 v diecézi Rimini.
Dne 21. března 1983 jej papež sv. Jan Pavel II. prohlásil za ctihodného.
Dne 6. července 1985 byl uznán zázrak na jeho přímluvu. Blahořečen byl stejným papežem dne 17. listopadu 1985.